# 도광양회
도광양회(중국어 간체자: 韬光养晦, 정체자: 韜光養晦, 병음: tāoguāngyǎnghuì, 영어: Hide your strength, bide your time)는 “자신을 드러내지 않고 때를 기다리며 실력을 기른다”는 의미이다. 여기에서 [韜]는 숨기다 [光]은 빛 [養]은 기르다 [晦]는 어둠 이라는 뜻으로, 원래 고사의 뜻은 어둠속에서 칼을 갈때 칼 가는 빛이 드러나지 않게 하라는 뜻이다.혹자는 「養」이 숨긴다 라는 의미라고 하는데 중국어에서  養은 기르다,두드러지게 하다라는 의미로 養晦는 어둠이 두드러지게 한다라는 뜻이다.  "隱藏才能, 不使外露"(재능을 숨기고, 밖으로 드러내지 않는다)라고만 풀이되어 있을 뿐이다. (《大戴禮記．曾子事父母》：「單居離問曰：『事兄有道乎？』曾子曰：『有。尊事之，以為己望也；兄事之，不遺其言。兄之行若中道，則兄事之；兄之行若不中道，則養之；養之內，不養於外，則是越之也；養之外，不養於內，則是疏之也；是故君子內外養之也。』」盧辯注：「養，猶隱也。」) 

## 등장 배경
원래는 삼국지연의에서 유비가 조조의 식객으로 있으면서 자신의 재능을 숨기고 은밀히 힘을 기른 것을 뜻하는 말이었다. 나관중(羅貫中)의 소설 《삼국지연의(三國志演義)》에서 유비(劉備)가 조조(曹操)의 식객 노릇을 할 때 살아 남기 위해 일부러 몸을 낮추고 어리석은 사람으로 보이도록 하여 경계심을 풀도록 만들었던 계책이다. 또 제갈량(諸葛亮)이 천하 삼분지계(三分之計)를 써서 유비로 하여금 촉(蜀)을 취한 다음 힘을 기르도록 하여 위(魏)·오(吳)와 균형을 꾀하게 한 전략 역시 도광양회 전략이다. 그러나 도광양회가 널리 알려진 것은 이러한 고사 때문이 아니라, 1980년대부터 중국이 취한 대외정책 때문이다.

## 역사
도광양회는 1990년대 덩샤오핑 시기 중국의 외교방침을 지칭한다. 덩샤오핑[鄧小平]은 1980년대 개혁·개방정책을 취하면서 도광양회를 기미정책을 달성하기 위한 대외정책의 뼈대로 삼았다. 이는 국제적으로 영향력을 행사할 수 있는 경제력이나 국력이 생길 때까지는 침묵을 지키면서 강대국들의 눈치를 살피고, 전술적으로도 협력하는 외교정책을 말한다. 성어(成 语)로서 도광양회는 청조(清 朝) 말기에 사용되었다. 이후 중국을 개혁개방의 길로 이끈 덩샤오핑이 중국의 외교방향을 제시한 소위 ‘28자 방침’에 사용하면서 전 세계적으로 알려졌다. 먼저 ‘냉정한 관찰(冷静观察)’은, 중국이 어떤 입장을 내거나 행동을 취하기 전에 국제정세가 어떻게 형성되었고 또 변화되어 가는지를 냉정하게 관찰해야 한다는 의미다. 동시에 스스로 내부의 질서와 역량을 공고히 하고(稳住阵脚), 중국의 국력과 이익을 고려해 침착하게 상황에 대처하며(沉着应付), 밖으로 능력을 드러내지 않고 실력을 기르면서(韬光养晦), 능력이 없는 듯 낮은 기조를 유지하는 데 능숙해야 하고(善于藏拙), 절대로 앞에 나서서 우두머리가 되려하지 말되(决不当头), 꼭 해야만 하는 일은 한다(有所作为)는 것이다. '28자 방침'은 이처럼 중국의 국익이나 정체성에 심각한 손상을 가하지 않는 한, 꼭 필요한 문제에 대해서만 할 일을 하되, 전반적으로 낮은 자세를 유지하면서 국력을 길러야 한다는 의미를 담고 있다. 그래서 그 전체적인 뜻을 비교적 잘 대변하는 ‘도광양회’와 ‘유소작위’로 축약하여 언급되기도 한다.

## 같이 보기
- 화평굴기(和平堀起)
- 분발유위(奮發有爲)
- 유소작위(有所作爲)
- 주동작위(主動作爲)
- 돌돌핍인(咄咄逼人)
- 중국몽
- 중국제조 2025
- 팍스 시니카
- 일대일로(OBOR)
- 아시아 인프라 투자 은행(AIIB)
- 전략적 인내
- 자유롭고 열린 인도 태평양(FOIP)